# Daniel Camargo Barbosa
Daniel Camargo Barbosa (* 22. Januar 1930; † 13. November 1994) war ein kolumbianischer Serienmörder. Er soll in den 1970er und 1980er Jahren bis zu 150 Mädchen vergewaltigt und ermordet haben; ihm wurden 72 Morde nachgewiesen.

## Leben
Barbosas Mutter starb, als er erst ein Jahr alt war, und er lebte mit seinem autoritären und emotional distanzierten Vater. Dieser heiratete eine jüngere, aber unfruchtbare Frau, deren psychische Stabilität mehr und mehr nachließ: Sie behandelte Daniel wie eine Tochter, kleidete ihn wie ein Mädchen und machte ihn so zum Gespött unter Gleichaltrigen. Obwohl er gute Leistungen in der Schule erbrachte, zwang ihn die prekäre finanzielle Situation seiner Familie dazu, die Schule abzubrechen und nach Arbeit zu suchen.
Im Jahr 1960 heiratete Camargo Alcira Castillo in einer arrangierten Ehe, die zwei Kinder hervorbrachte. Doch bald führte er eine Beziehung mit einer anderen Frau, für deren Jungfräulichkeit er eine krankhafte Obsession entwickelte, was sich zu einem wahnhaften Hass auf jungfräuliche Frauen steigerte.
Er vereinbarte mit seiner Frau, dass er die Beziehung zu ihr aufrechterhalten würde, wenn sie ihm helfe, junge Mädchen dazu zu bringen, Sex mit ihm zu haben. In den nächsten Jahren lockten sie mehrere Mädchen in die gemeinsame Wohnung und setzten sie unter Drogen, so dass Barbosa diese vergewaltigen konnte.
Am 10. April 1964 wurde Barbosa, nachdem ein Mädchen ihn angezeigt hatte, wegen sexuellen Übergriffen zu insgesamt acht Jahren Gefängnis verurteilt; er blieb bis 1972 in Haft.

## Beginn der Mordserie
1973 begann er in Barranquilla als Straßenverkäufer zu arbeiten. Er entführte dann ein 9-jähriges Mädchen, das er vergewaltigte und ermordete, um zu verhindern, erneut angezeigt zu werden.
Am 3. Mai 1974 wurde er dieser Tat überführt und zu 30 Jahren Gefängnis auf der Insel Gorgona verurteilt, von der er im November des Jahres 1984 in einem behelfsmäßigen Boot entkam. Da eine Suche erfolglos blieb, ging man davon aus, dass er ertrunken sei.
Tatsächlich hatte er überlebt und war nach Quito, der Hauptstadt von Ecuador, gereist, von wo aus er weiter nach Guayaquil zog. Er verdiente seinen Lebensunterhalt mit dem Verkauf von Kugelschreibern und schlief auf der Straße. Kurz nach seinem Eintreffen begannen junge Mädchen aus der nahegelegenen Stadt Quevedo zu verschwinden.
Er mordete in Quevedo und der umliegenden Gegend von 1984 bis 1986, wo ihm mindestens 54 Vergewaltigungen und Morde nachgewiesen werden konnten. Die Polizei war jedoch zunächst davon überzeugt, dass die Morde das Werk einer lokalen Bande seien, die Möglichkeit, dass eine einzelne Person derart viele Morde begehen könne, wurde nicht in Erwägung gezogen.
Barbosa suchte sich junge Mädchen aus der Unterschicht als Opfer aus, die auf der Suche nach Arbeit waren. Er gab vor, ein Fremder zu sein, der den Weg suche, um eine große Summe Bargeld abzuliefern, und versprach den Mädchen einen Anteil, wenn sie ihn an seinen vermeintlichen Zielort leiteten. Tatsächlich begab er sich so, ohne Aufsehen zu erregen, mit seinen Opfern in die Wälder, wo er sie verletzte und vergewaltigte, um sie anschließend zu ermorden und ihre Leichen zurückzulassen.
Daniel Camargo Barbosa wurde schließlich am 26. Februar 1986 von zwei Polizisten in Quito angetroffen, die blutige Kleidung in einem von ihm mitgeführten Koffer fanden, weshalb sie ihn in Gewahrsam nahmen. Zunächst gab er einen falschen Namen an, wurde aber später von einem seiner Opfer identifiziert.

## Verurteilung und Tod
Er wurde im Jahr 1989 zu 16 Jahren Gefängnis verurteilt, der Höchststrafe in Ecuador, und in das Garcia Moreno de Quito Gefängnis überstellt, wo er von Luis Masache Narvaez, dem Cousin eines seiner Opfer, im Jahre 1994 ermordet wurde.